# Hemiceras piccolata
Hemiceras piccolata är en fjärilsart som beskrevs av Paul Dognin 1911. Hemiceras piccolata ingår i släktet Hemiceras och familjen tandspinnare. Inga underarter finns listade i Catalogue of Life.